# Konstantin III. Skotský
Konstantin III. (před 971–997) byl král Skotska (Alby) v letech 995 až 997. Byl synem krále Cuiléna.
Na trůn nastoupil po smrti Kennetha II., který byl zavražděn na základě zrady Finngualy, dcery Cuncara správce Angusu. S touto smrtí bývá v některých pramenech spojován i Konstantin. Podle Kroniky králů Alby vládl pouze 18 měsíců.
Annals of Tigernach uvádí, že byl zabit v bitvě mezi Skoty roku 997. Místo jeho smrti se podle kroniky nachází nedaleko ústí řeky Tay poblíž Perthu. Jeho vrahem je označován příští král Kenneth III.
Není známo, že by měl Konstantin nějaké potomky a byl tak posledním potomkem linie pocházející od Aedha, který se stal králem.